# Kovács Lajos (politikus)
Kovács Lajos Kováts (Homok, 1812. február 25. – Szatmárnémeti, 1890. december 19.) politikus, publicista.

## Életútja

### Iskolái
Alsóbb iskoláit Nagybányán végezte, 1827-ben Pozsonyba ment, és ott bölcsész és jogi tanulmányokat folytatott. Itt találkozott Széchenyi István reformgondolataival és terveivel, és hamar ezek hatása alá került. A tudományos diákkörben Széchenyi anyagi támogatásával megkezdte a Magyar-Német Bányászati Szakszótár összeállítását. Emiatt határozott úgy, hogy a közgazdasági pályára képezi magát, ezért Selmecre ment a bányászati akadémiára tanulni. Szakképesítése ellenére rendre visszautasította a kormányhivatalnoki megkereséseket, tanulmányait befejezve előbb Pozsonyba, majd Erdélybe, Kolozsvárra ment, ahol akkor nyílt meg az 1834-es országgyűlés.

### Újságírói és politikai pályafutása
Itt lépett szoros barátságra Kemény Zsigmond báróval, akivel együtt szerkesztette az Erdélyi Híradót, ahol újságírói tehetsége is megmutatkozott. 1837-ben szolgabíró lett Szatmár vármegyében, majd 1839-ben követté választották ugyanott a pozsonyi országgyűlésre. Eddigre publicisztikái és Széchenyi melletti erős elkötelezettsége széles körben ismertté és elismertté tette őt. Kölcsey Ferencnél volt ügyvédbojtár, majd Wesselényi Miklós köréhez csatlakozott, 1846-tól Széchenyi István munkatársa és politikai harcostársa. Széchenyi közeli munkatársaként vett részt a reformok kidolgozásában. A Tisza árvízvédelmi és folyószabályozás munkálatainak szervezője és vezetője.
Az 1848-as pesti országgyűlésre mint Nagybánya képviselője utazott. Amikor Széchenyi István közlekedésügyi miniszter lett, a vámügyi és vízépítészeti osztályok vezetését Kovácsra bízta, mint egyik legbefolyásosabb miniszteri tanácsosára. Széchenyi lemondása után egy időre ő vette át az ügyek vezetését, a minisztériumot Csány László kinevezéséig vezette. Ezalatt előintézkedéseket tett az erdélyi, nagyváradi és debreceni vasútvonalak kiépítése ügyében.

### Az 1848-49-es forradalom és szabadságharc alatt
A szabadságharc alatt Debrecenben a békepárthoz tartozott Kemény Zsigmond báróval és Kazinczy Gáborral együtt. Gyakran tartották tanácskozásaikat Kovács lakásán, sőt, néha Görgey Artúrral is itt találkoztak. Szintén jelentős volt ez idő tájt az újságírói működése ismét. Mint Széchenyi kitartó híve, Kossuth merészebb rendszabályait és kockáztató politikáját következetesen ellenezte parlamenti felszólalásaiban.

### A szabadságharc bukása után

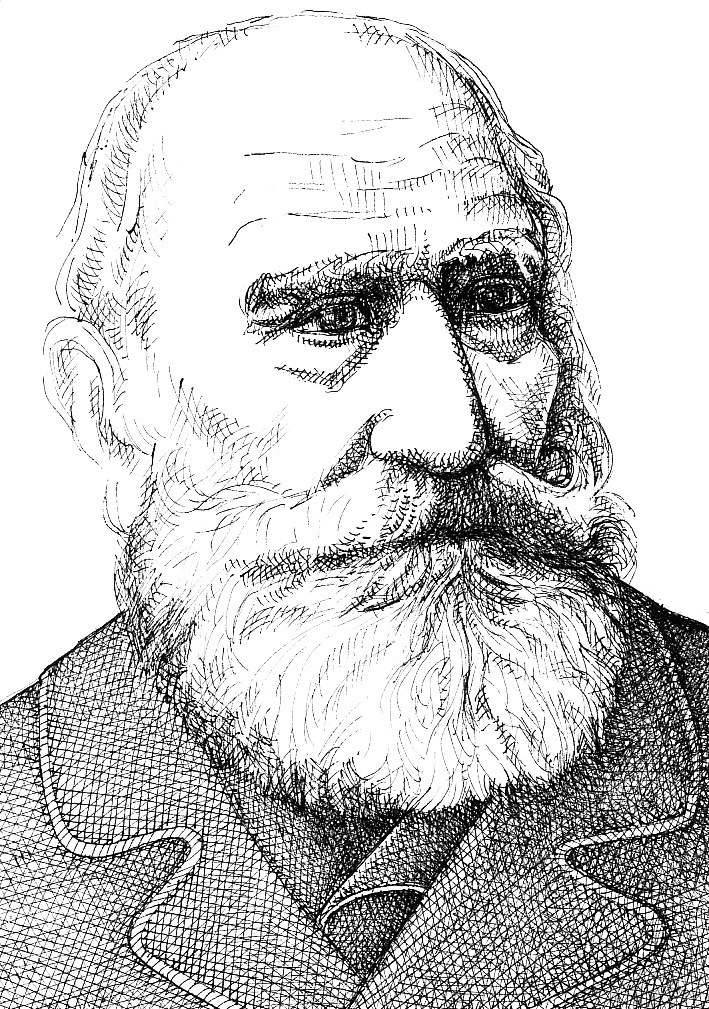
Kovács Lajos arcképe
Muhi Sándor grafikája

1849-1851 között Pesten az Újépületben tartották fogva, majd kiengedték. A passzív rezisztencia időszakában dabasi birtokára vonult vissza, és ott folytatta közgazdasági tanulmányait és tervezéseit, több ilyen tárgyú munkája meg is jelent. Országos bölcsődei hálózat kialakításának gondolatával foglalkozott, majd újra politizálni kezdett. Megalapította és működtette a „Független” c. lapot. A kiegyezés előfutára. 1860-ban saját költségén németül és magyar nyelven kiadta „A Birodalom Alkotmányos Rendezése Magyar Felfogás Szerint” c. röpiratot. Bebörtönözték, majd azzal a feltétellel, hogy felhagy a politikával és lapját eladja, kiengedték.
Ekkor kezdett történelmi tanulmányokat írni. Még halála előtt Szatmár városától díszsírhelyet kapott.

## Főbb munkái
- A békepárt a magyar forradalomban. Pest: Kertész József Könyvnyomdája, 1883. 122 p.;
- Gróf Széchenyi István közéletének három utolsó éve, 1846–48: 1-2. köt. Budapest : Franklin Társulat, 1889. REAL-EOD